# Sandesh Shandilya
Sandesh Shandilya (* 8. April 1979 in Mumbai, Maharashtra) ist ein indischer Sänger, Musiker und Filmkomponist.

## Karriere
Shandilya begann 2001, Filmmusik zu produzieren u. a. für In guten wie in schweren Tagen, Chameli, Uuf Kya Jadoo Mohabbat Hai und Socha Na Tha. Im gleichen Jahr gewann er mit seinem Musikalbum Piya Basanti den International Viewers’ Choice Award bei MTV Video Music Awards 2001.

## Diskographie
| Jahr | Titel             | Anmerkungen:                            |
| ---- | ----------------- | --------------------------------------- |
| 1999 | Pyar Ke Geet      |                                         |
| 2000 | Piya Basanti      | Erstveröffentlichung: 28. November 2000 |
| 2006 | Ustad & the Divas |                                         |

## Filmographie
- 2001: In guten wie in schweren Tagen – Regie: Karan Johar
- 2002: Agni Varsha – Regie: Arjun Sajnani
- 2003: Chameli – Regie: Ananat Balani, Suhdir Mishra
- 2004: Uff Kya Jadoo Mohabbat Hai – Regie: Manoj J. Bhatia
- 2005: Socha Na Tha – Regie: Imtiaz Ali
- 2006: Iqraar by Chance – Regie: K. Ravi Shankar
- 2007: Jab We Met – Als ich Dich traf – Regie: Imtiaz Ali
- 2008: Meerabai Not Out – Regie: Chandrakant Kulkarni
- 2009: Do Paise Ki Dhoop, Chaar Aane Ki Baarish – Regie: Deepti Naval
- 2010: Road to Sangam – Regie: Amit Rai
- 2011: Yamla Pagla Deewana – Regie: Samir Karnik
- 2012: Chaar Din Ki Chandni – Regie: Samir Karnik
- 2014: Kya Dilli Kya Lahore – Regie: Vijay Raaz
- 2015: Manjhi – The Mountain Man – Regie: Ketan Mehta
- 2016: Chalk n Duster – Regie: Jayant Gilatar
- 2017: Vodka Diaries – Regie: Kushal Srivastava